# Долгорукова, Наталия Борисовна
Княгиня Ната́лия Бори́совна Долгору́кова (Долгору́кая) (урождённая графиня Шереметева, после пострига схимонахиня Некта́рия; 17 (28) января 1714 — 3 (14) июля 1771, Киев) — русская аристократка, одна из первых русских писательниц. Дочь графа Б. П. Шереметева и Анны Петровны, урождённой Салтыковой, жена князя И. А. Долгорукова. Написала мемуары — «Своеручные записки», впервые опубликованные в 1810 году.

## Биография
Из рода Шереметевых. В возрасте пяти лет потеряла отца, четырнадцати — мать. В 15 лет стала выезжать в светское общество, вскоре приняла предложение фаворита Петра II князя И. А. Долгорукова. Обручение Наталии и князя Ивана состоялось через три дня после обручения Петра II с сестрой Долгорукова — Екатериной Алексеевной.
С наступлением опалы (после смерти Петра II и воцарения Анны Иоанновны) не оставила своего жениха. 8 (19) апреля 1730 года обвенчалась с ним и почти сразу поехала вместе с ним в ссылку в Берёзов.
В ссылке Наталья Борисовна родила несколько сыновей, но в тех условиях выжили только два: Михаил и Дмитрий, младший родился через несколько дней после вторичного ареста мужа. Из умерших известен только один с именем — Борис (г/р 1733).
После казни мужа, ещё в царствование Анны Иоанновны, получила разрешение возвратиться с двумя детьми, в Москву (17 октября 1740). Пожаловано ей с детьми село Старое Никольское в Вологодском уезде (26 февраля 1741). Уже в царствование Екатерины II получила конфискованные имения мужа (08 сентября 1742). На месте захоронения казнённого мужа на Скудельничем кладбище близ Новгорода, поставила храм во имя Николы Чудотворца.
Пострижение в монахини отложила до того момента, когда старший её сын выучился, поступил на службу и женился. С младшим сыном, страдавшим неизлечимым заболеванием, не расставалась до его смерти в 1769 году.
Постриглась в монахини в Киево-Флоровском монастыре под именем Нектарии (28 сентября 1758), в марте 1767 года приняла схиму. В январе 1767 года, незадолго до принятия схимы, написала для внуков мемуары («Своеручные записки»), впервые опубликованные в журнале М. И. Невзорова «Друг юношества» в 1810 году (научная публикация — СПб., 1913). В них безыскусным языком описаны события большей частью 1729-30 гг от потери родителей, сватовства к ней, свадьбы в Горенках в условиях опалы, и путь до прибытия на место ссылки в Березов.
Я по сей час в одном разсуждении и не тужу, что мой век пропал, но благодарю Бога моево, что Он мне дал знать такова человека, который тово стоил, чтоб мне за любовь жизнию своею заплатить, целой век странствовать и всякие беды сносить...
Умерла 3 июля 1771 года и была погребена в Киево-Печорской лавре, у наружных дверей собора.

## Семья
В ссылке родила несколько детей, до взрослого возраста дожили лишь двое.
- Михаил Иванович (1731—1794), статский советник, был почетным опекуном Московского воспитательного дома, московским уездным предводителем дворянства. Был женат первым браком на Анне Михайловне Голицыной (1733—1755); вторым на Анне Николаевне Строгановой (1731—1813), их сын поэт и драматург князь Иван Михайлович Долгоруков (1764—1823).
- Дмитрий Иванович (1737—1769), родился с умственными отклонениями, умер во Флоровском монастыре в Киеве, за два года до смерти матери в том же монастыре.

## Память
В песнях, собранных Кириевским, приведена песня — «Уж ты ягодка ты смородинка» со строками «Не плачь, Прасковьюшка, не тужи, не кручинься» и проч. Героиней песни является некая Прасковьюшка Шереметева, просящая за родню у царя. По мнению П. А. Бессонова, это композитная личность, в которой смешались три члена одной семьи Долгоруковых, сосланные в Березово — Прасковья Юрьевна (мать), Екатерина Алексеевна (дочь) и Наталья Борисовна (невестка). Смешение этих женщин в фольклоре продолжало обсуждаться и в советское время.
Наталье Борисовне посвятил одну из своих «Дум» (XX) Рылеев. Превратности судьбы Долгорукой воспел и другой русский романтик, И. И. Козлов:

Я вспомнил ночь, когда, томимый
Тоской, ничем не отразимой,
В Печерской лавре я сидел
Над той спокойною могилой,
Надеждам страшной, сердцу милой,
В которой прах священный тлел;
Она душе была порукой
Неверной радости земной, -
И тень Натальи Долгорукой
Во тьме носилась надо мной.

## Сочинения
- Своеручные записки княгини Натальи Борисовны Долгорукой дочери г. фельдмаршала графа Бориса Петровича Шереметева / Подг. текста, послесл., прим. Е. В. Анисимова. СПб., 1992. — 144 с., ил. — ISBN 5-280-01345-5, то же: Долгорукая Н. Б. Записки, оставшиеся по смерти княгини Натальи Борисовны Долгорукой / Изд. H.M. Усова. Вступит. статья и примеч. П. П. Смирнова. — Спб.: Синод. тип., 1912. — 70 с., авторитетная публикация: Долгорукая Н. Б. Своеручные записки княгини Натальи Борисовны Долгорукой дочери г. фельдмаршала графа Бориса Петровича Шереметева. СПб., 1913. — 52 с.
  - Отзыв Д. П. Мирского: «Главная прелесть [текста], помимо нравственной высоты автора, в совершенной простоте и непритязательной искренности рассказа и в великолепном чистейшем русском языке, каким могла писать только дворянка, жившая до эпохи школьных учителей»[4].
- Письма княгини Натальи Борисовны Долгоруковой // Русский архив. 1867. Вып.1. Стлб.52-59.
- Русская женщина накануне реформы Петра Великого и после нее : Сравнительно-ист. очерк / [Соч.] В. С. Иконникова, проф. Ун-та св. Владимира. — Киев : Университетск. тип., 1874.